# Layton's Mystery Journey
Layton's Mystery Journey: Katrielle and the Millionaires' Conspiracy är ett pusselspel utvecklat och utgivet av Level-5. Det är det sjunde huvudspelet i Professor Layton-serien och följer en ny huvudperson, Katrielle Layton, som söker efter sin saknade far, professor Hershel Layton. Spelet släpptes till Nintendo 3DS, iOS och Android 2017 och planeras att släppas till Nintendo Switch 2018.[uppföljning saknas]
En anime-anpassning, Layton Mystery Tanteisha: Katori no Nazotoki File, började sendas april 2018.